# Hiroh Kikai
Hiroh Kikai (鬼海弘雄, Kikai Hiroo) est un photographe japonais, né le 18 mars 1945 et mort le 19 octobre 2020.
Il est connu pour ses portraits en noir et blanc de gens pris à Asakusa (Tōkyō), un projet qu'il a poursuivi pendant plus de trente ans.

## Premières années
Kikai est né dans le village de Daigo (aujourd'hui absorbé par Sagae, préfecture de Yamagata) le 18 mars 1945, étant le septième et dernier enfant (et cinquième fils) de la famille. Il a eu une enfance heureuse ; vers 11 ans, il aimait à jouer seul dans la campagne entourant le village. Sorti du lycée en 1963, il a travaillé à Yamagata un an, puis est allé à l'Université Hōsei à Tōkyō pour étudier la philosophie. Il était passionné de cinéma — il appréciait particulièrement les films de Andrzej Wajda, qui écrira plus tard la préface de certains de ses livres, et de Satyajit Ray — et il a dit qu'il aurait travaillé à la réalisation de film si cela ne demandait pas d'écrire, chose qui ne lui a jamais plu, et d'avoir de l'argent, qu'il n'avait pas.

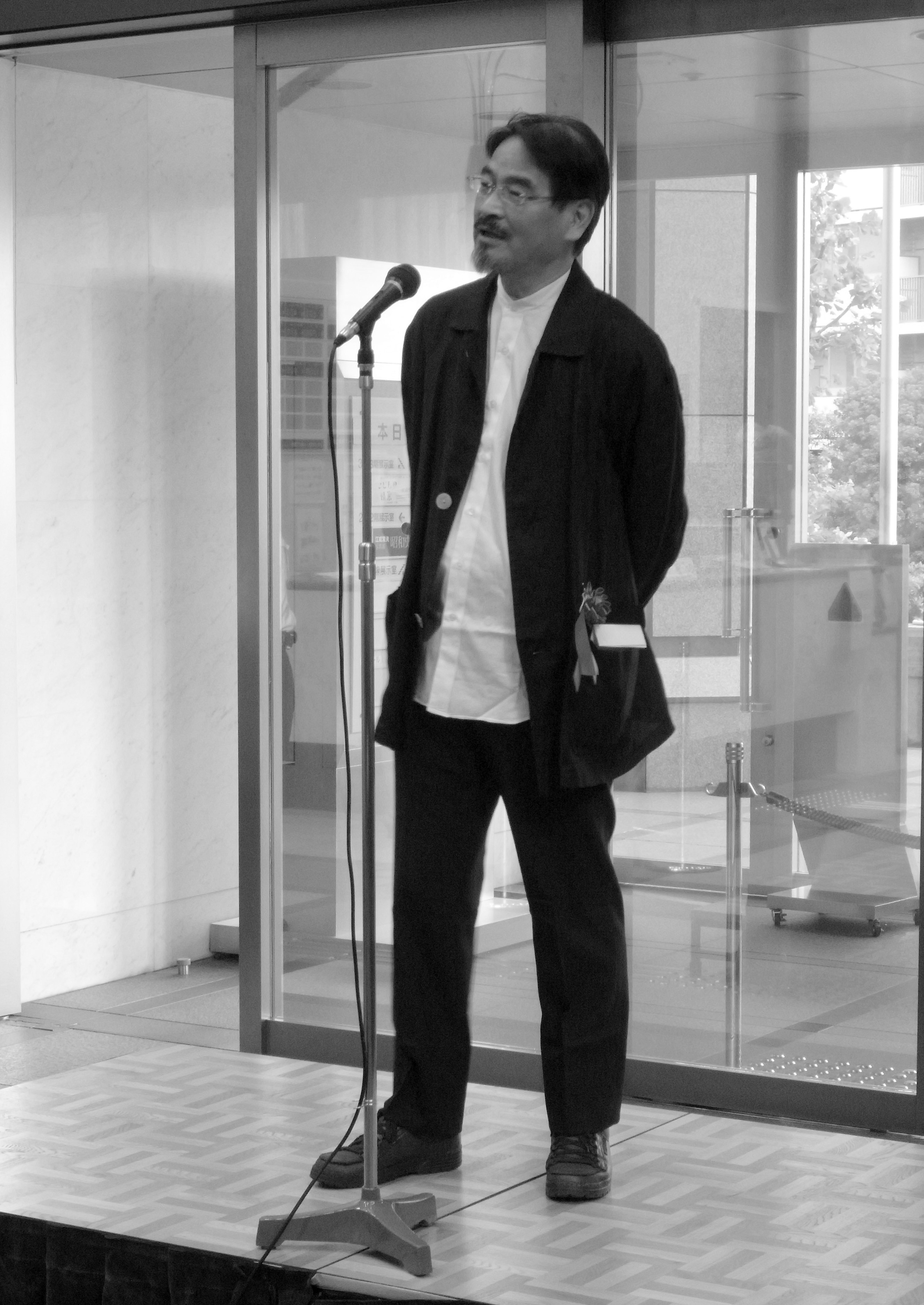
Hiroh Kikai au Musée de la Photographie de Tōkyō (Tōkyō-to Shashin Bijutsukan), le 12 août 2011.

Juste après son diplôme en 1968, Kikai travailla comme chauffeur routier. Un an plus tard, il travailla dans un chantier naval tout en restant en contact avec son professeur de philosophie à l'université, Sadayoshi Fukuda (福田定良, Fukuda Sadayoshi). Ce dernier avait de vastes centres d'intérêt, jusqu'à écrire une chronique pour le magazine Camera Mainichi; il présenta Kikai au rédacteur en chef Shōji Yamagishi, qui lui montra des photographies de Diane Arbus qui l'ont fortement marqué. Kikai a commencé à prendre des photos lui-même en 1969. À cette époque-là, un reflex Hasselblad coûtait 600 000 yen, alors que le salaire mensuel normal d'un diplômé d'université était d'environ 40 000 yen ; Kikai en trouva un soldé à 320 000 yen et en parla à Fukuda, qui lui a immédiatement prêté l'argent, sans intérêts ni délai fixé (le prêt a été remboursé par la suite). Il s'agit du Hasselblad 500CM avec objectif de 80 mm que Kikai a employé pour tous ses portraits depuis.

## Carrière photographique
Kikai pensait qu'un travail en mer serait photogénique mais, faute d'expérience, il ne parvenait pas à se faire engager. Il finit par trouver un travail sur un thonier ; pour prouver qu'il ne forcerait pas le navire à se détourner, il s'était fait faire une appendicectomie, sans motif médical, et avait montré la cicatrice. Il a navigué dans le Pacifique du 6 avril au 9 novembre 1972, avec une escale pour ravitaillement à Manzanillo (Mexique). C'est à cette période qu'il a publié ses premières photographies, dans le numéro de mai 1973 de Camera Mainichi Mais Kikai décida que pour être photographe il avait besoin de savoir travailler en laboratoire, et il prit un poste chez Doi Technical Photo à Tōkyō (1973–6). En 1973, il gagna un prix à la 14e exposition de l'Association japonaise des photographes de publicité (Japan Advertising Photographers' Association). Il est devenu photographe indépendant en 1984, l'année de sa deuxième exposition solo, un an après la première.
Kikai habitait près d'Asakusa (Tōkyō) et y allait souvent pendant ses journées libres, pour prendre des photographies des gens de passage. Il y vint plus fréquemment en 1985. Trois recueils de portraits ont été publiés à partir de ces visites.
Ses autres projets photographiques à long terme concernent les quartiers résidentiels de Tōkyō et sa banlieue proche, et des photographies de personnes et de scènes en Inde et en Turquie, toujours en noir et blanc. Cependant, certaines de ses digressions occasionnelles contiennent des photographies en couleur des îles Goto, et même des nus.
Kikai n'a jamais fait partie d'un quelconque groupe ou cercle, préférant travailler tout seul, ce qui est rare parmi les photographes japonais. Quand il ne sort pas exprès pour prendre des photographies, Kikai ne porte pas d'appareil. Il laisse les photos de famille à sa femme Noriko, et c'est elle qui utilise l'appareil photo quand ils partent en voyage ensemble.
Au début de sa carrière, Kikai dut souvent trouver des palliatifs pour gagner sa vie : il travailla parfois en usine, en 1980 chez Isuzu et en 1982 chez Subaru.
Kikai enseigna pendant quelque temps à université d'art de Musashino (武蔵野美術大学, Musashino Bijutsu Daigaku), mais il a été déçu par l'absence d'effort soutenu de la part des étudiants et a donc arrêté.
Kikai a fait des expositions solo à Tōkyō et ailleurs au Japon, ainsi qu'à Cracovie et à San Francisco ; ses tirages sont conservés par le musée municipal de photographie de Tōkyō (東京都写真美術館, Tōkyō-to Shashin Bijutsukan, Tokyo Metropolitan Museum of Photography) et par le Centre international de la photographie (Center for Creative Photography) de l'université d'Arizona, à Tucson.

### Portraits d'Asakusa

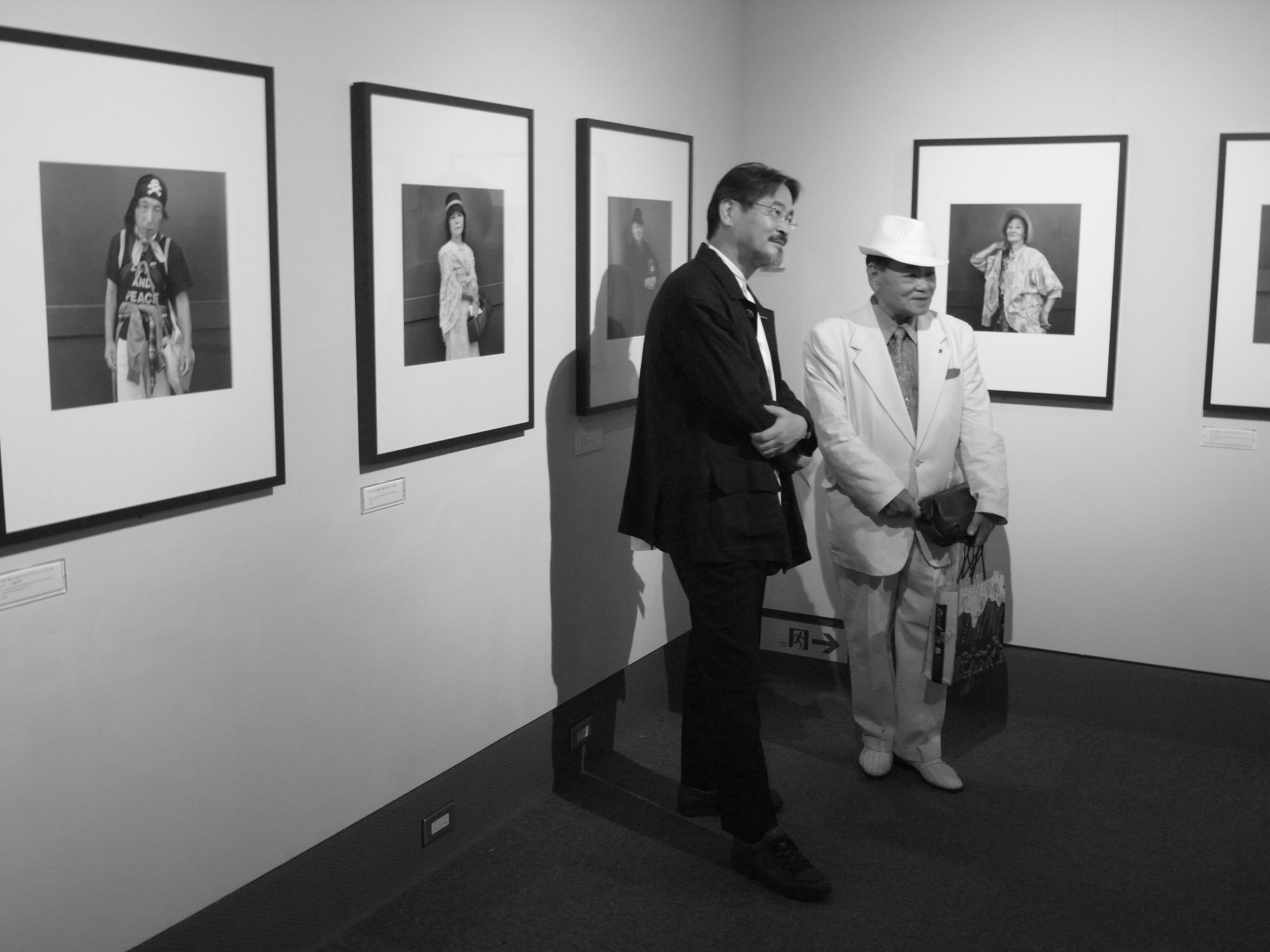
Hiroh Kikai (g.) entre des portraits d'Asakusa au musée de la photographie de Tōkyō (Tōkyō-to Shashin Bijutsukan), le 12 août 2011

Dès 1973, Kikai avait commencé à prendre une série de portraits carrés en noir et blanc dans le quartier d'Asakusa. Il a laissé cette série de côté jusqu'à ce qu'il s'aperçoive en 1985 que les murs rouges unis du Sensō-ji feraient un arrière-plan idéal. À partir de cette année-là, il s'est fixé de nouvelles contraintes pour la plupart de ses portraits d'Asakusa : le sujet se tient seul, droit devant l'appareil (initialement un Minolta Autocord bi-objectifs, plus tard le Hasselblad), regarde directement le photographe et est cadré jusqu'aux genoux. Kikai attend parfois au temple pendant quatre ou cinq heures, dans l'espoir de voir quelqu'un qu'il voudrait photographier, et passe parfois trois ou quatre jours sans prendre une seule photo ; mais il prend parfois jusqu'à trois personnes différentes en une seule journée, et il a photographié au total plus de six cents personnes de cette façon. Il pense qu'avoir un arrière-plan uni et une confrontation directe avec le sujet permet au spectateur de voir le sujet dans sa globalité, comme une personne sur laquelle le temps s'inscrit, sans aucun facteur limitant ou détournant l'attention.
Bien que Kikai ait commencé à photographier à Asakusa simplement parce qu'il vivait à proximité, il a continué à cause de la nature de l'endroit lui-même et de ses visiteurs. Asakusa, qui fut autrefois un quartier bouillonnant et à la mode, a perdu ce statut depuis bien longtemps. Kikai dit que si le quartier était aussi populaire et animé qu'il l'était avant la guerre, alors il irait ailleurs.
Ōtachi no shōzō / Ecce Homo a été le premier recueil de portraits d'Asakusa, publiée en 1987. C'est un livre de grand format avec des portraits pris à Asakusa en 1985–6. Kikai a gagné le prix de Bienvenue 1988 de la Société photographique du Japon (PSJ) pour ce livre, et le troisième prix Ina Nobuo pour l'exposition correspondante.
En 1995, un certain nombre de portraits de la série ont été exposés avec les œuvres de onze autres photographes à Shashin toshi Tōkyō (« Tōkyō, ville de la photo »), l'une des expositions d'ouverture du musée métropolitain de la photographie de Tōkyō.
Le recueil Ya-Chimata, publié un an après, contient un plus grand nombre de portraits, avec une impression de moindre qualité et des pages plus petites. 
Persona (2003) est un autre recueil de portraits pris à Asakusa. Quelques-uns font partie des premiers travaux de Kikai, mais la plupart sont postérieurs à tout ce qu'il a publié auparavant. Plusieurs sujets apparaissent deux fois ou plus, de sorte que le lecteur voit le temps passer sur eux. Le format du livre (33 × 31 cm) est étonnamment grand pour un livre de photographies publié au Japon, et les planches ont été imprimées en quadrichromie. Le livre a remporté le 23e Prix Domon Ken et le Prix Annuel de la PSJ en 2004. Une édition en plus petit format avec des photographies supplémentaires a suivi deux ans plus tard.
Asakusa Portraits (2008) est un grand recueil édité par le Centre international de la photographie de New York, publié conjointement avec l'exposition « Heavy Light » de l'ICP, consacrée à l'art et la photographie japonaise contemporaine. Les travaux de Kikai exposés à cette occasion ont reçu des critiques favorables, et Asakusa Portraits a été loué pour la qualité des photographies ainsi que (de la part de Paul Smith) pour la mode vestimentaire des personnes photographiées.

### Portraits d'espaces
Kikai a dit que les gens et le paysage sont les deux faces d'une même médaille. Quand il est fatigué d'attendre (ou de photographier) à Asakusa, il marche jusqu'à 20 kilomètres à la recherche de décors urbains dignes d'intérêt, pour en faire des « portraits d'espaces ». En une journée, il peut marcher deux ou trois heures et n'utiliser qu'une seule bobine de film 120. Il photographie généralement entre 10 heures et 15 heures, et évite de photographier quand il y a des passants car leur présence transformerait les photographies en simples instantanés, trop faciles à lire ; même sans aucun sujet animé, il décrit ces images comme les « reflets de la vie ». Parfois, Kikai trouve une scène qu'il veut photographier, attend là et ne déclenche que quand quelque chose d'inattendu apparaît dans le cadre. Après développement, il ne fait pas de tirages contact, et juge la photographie par le seul négatif.
Des échantillons de cette série sont apparus dans divers magazines au moins depuis 1976. Pour chaque photographie, la légende fait seulement figurer l'adresse approximative (en écriture japonaise) et l'année.
Tōkyō Meiro (« Labyrinthe de Tōkyō », 1999) présente des portraits d'espaces déserts à Tōkyō (et parfois dans la ville voisine de Kawasaki). Il y a des devantures, des rangées de magasins ou des rues résidentielles. La plupart des bâtiments sont sans prétention. Comme la série d'Asakusa, ces portraits sont monochromes et carrés, pris avec une focale standard sur du film 120.
Tōkyō mutan / Labyrinthos (2007) — basé sur une série de photographies et d'essais publiés dans le mensuel Sōshi (草思) de mars 2004 à juillet 2005, puis de la série « Tōkyō Polka » publiée sur Internet — présente de nouvelles photographies du même type. Il y a des images carrées en noir et blanc de Tōkyō et Kawasaki, avec des compositions qui semblent l'effet du hasard et plutôt désordonnées, la plupart du temps des scènes désertes montrant des signes d'une activité récente et intense. La première et la dernière image sont un unique nu dans une vitrine, datant de 1978, et un très jeune enfant photographié en décembre 2006 (apparemment avec le même arrière-plan du Sensō-ji que dans Persona). Le livre contient également la série d'essais « Tōkyō Polka » écrite par Kikai, essais traitant des habitants de Tōkyō tels qu'il a pu les observer durant ses promenades à pied ou en train.

### Inde
Kikai a indiqué qu'aller en Inde est comme un retour au Yamagata de sa jeunesse, et un dégagement de la vie à Tōkyō. Sa photographie là est beaucoup moins prévue ou formelle que ses portraits des personnes ou des endroits à Tōkyō : après un début avec la couleur, il emploie le noir et blanc en Inde - et il a, en plaisantant, indiqué qu'il emploierait le 35mm à Tōkyō si la ville était plus intéressante et ne le rendait pas malheureux.
India, un livre de grand-format a édité en 1992, présente des photographies prises en Inde (et au Bangladesh) entre 1982 et 1990. Il a gagné en 1993 une récompense de la Société de photographie.
Indo ya Gassan (« L'Inde et le Gassan », 1999) est une collection d'essais et de photographies au sujet de l'Inde. Gassan est une montagne dans la préfecture de Yamagata près d'où Kikai a été apporté vers le haut ; dans ses essais, Kikai réfléchit sur l'Inde et la compare au Yamagata de sa jeunesse.
Shiawase / Shanti (2001) est une collection de photographies qui se concentre sur des enfants, la plupart d'entre elles ont été prises à Allahabad, Benares, Calcutta, Puri et Delhi en 2000. Il est lauréat de la deuxième édition du prix de photographie de Sagamihara en 2002.

### Malte, Portugal et Turquie
Kikai a été l'un de treize photographes japonais invités par l'EU-Japon Fest à photographier les vingt-six nations de l'union européenne ; il a passé vingt et un jours à Malte en septembre 2005 et une courte période au Portugal en octobre 2004. En couleurs, ces photographies sont un départ par rapport à ses premiers travaux. La plupart sont des photographies moins franches de personnes. Une collection a été éditée : In-Between.
Kikai a aussi visité la Turquie plusieurs fois ; les photographies de la Turquie sont apparues dans le magazine Asahi Camera.

### Livres par Kikai
- Ōtachi no shōzō : Sensō-ji keidai (王たちの肖像：浅草寺境内?) / Ecce homo : Portraits of kings. Yokohama : Yatate, 1987.. Collection de photographies avec légendes en japonais et anglais et un essai de Sadayoshi Fukuda.1 plaques monochromes of 23 × 23 cm.
- India (l'Inde). Tōkyō: Misuzu, 1992.  (ISBN 4-622-04385-8). Collection de photographie avec un texte (de Kikai et Munesuke Mita) en japonais et anglais, légendes en anglais. 106 plaques monochromes de 17 × 26 cm (all are “landscape” format).
- Ya-Chimata : Ōtachi no kairō (や・ちまた：王たちの回廊?, Ya-Chimata: Une galerie des rois). Tōkyō : Misuzu, 1996.  (ISBN 4-622-04409-9). Collection de photographies avec un texte (de Kikai et dix autres écrivains) uniquement en japonais. There are 182 monochrome plates of 12 × 12 cm, and one additional plate.
- Tōkyō meiro (東京迷路?, Tōkyō labyrinthe) / Tokyo Labyrinth. Tōkyō : Shōgakukan, 1999.  (ISBN 4-09-681241-2). Collection de photographies avec un texte (de Andrzej Wajda, Genpei Akasegawa, et Suehiro Tanemura) in Japanese only. There are 108 monochrome plates of 18 × 18 cm.
- Indo ya Gassan (印度や月山?, L'Inde et Gassan). Tōkyō : Hakusuisha, 1999.  (ISBN 4-560-04928-9). Thirty essays and forty-one photographs; text in Japanese only. The monochrome photographs are a mixture of 15 × 22 cm (“landscape”, across two pages) and 15 × 10 cm (“portrait”).
- Shiawase : Indo daichi no kodomo-tachi (しあわせ：インド大地の子どもたち?, Le Bonheur : les enfants de l'Inde) / Shanti : Children of India. Tōkyō : Fukuinkan, 2001.  (ISBN 4-8340-1779-6). Photograph collection (all monochrome): thirteen “landscape” photographs of 27 × 42 cm, across both pages; and ninety-four “portrait” of 16 × 24 cm. There are no captions, and the text is in Japanese only.
- Persona.  Tōkyō : Sōshisha, 2003.  (ISBN 4-7942-1240-2). Photograph collection, with captions and text (by Andrzej Wajda, Suehiro Tanemura, and Kikai) in both Japanese and English. Between an additional plate at the front and back, there are twelve plates of 22 × 22 cm in a prefatory section (photographs taken well before the others), and in the body of the book twenty-eight plates of 11 × 11 cm (four to a page) and 138 plates of 22 × 22 cm.
- Perusona (ぺるそな?) / Persona. Tōkyō : Sōshisha, 2005.  (ISBN 4-7942-1450-2). Second, popular edition of the 2003 Persona in a smaller format. There are additional essays and photographs by Kikai; captions in both Japanese and English, other text in Japanese only. The twelve prefatory plates of the first edition and 191 plates of the main series are 12 × 12 cm; there are also three more plates of photographs outside the series.
- In-between 8 : Kikai Hiroo Porutogaru, Maruta (In-between 8 鬼海弘雄 ポルトガル、マルタ?, Entre 8 : Hiroh Kikai, Portugal, Malte) / In-between, 8 : Hiroh Kikai, Portugal, Malta. Tōkyō : EU-Japan Fest Japan Committee, 2005.  (ISBN 4-903152-07-3). Collection de photographies ; légendes et texte en japonais et en anglais. There are twenty-eight photographs of Portugal and twenty-seven of Malta, all of around 12 × 18 cm.
- Tōkyō mutan (東京夢譚?) / Labyrinthos. Tōkyō : Sōshisha, 2007.  (ISBN 4-7942-1572-X). Collection of photographs and essays; captions (for each, the approximate address and the year) and essays in Japanese only. The 118 plates are of 16 × 16 cm.
- Asakusa Portraits. New York : Centre international de la photographie ; Göttingen : Steidl, 2008.  (ISBN 978-3-86521-601-4). Photograph collection; captions and texts in English only. Avec un entretien de Kikai par Noriko Fuku, essais de Kikai (translated from Perusona) and an essay on Asakusa by Hiromichi Hosoma.
- Anatoria ((アナトリア?)) / Anatolia (Anatolie). Tōkyō : Crevis, 2011.  (ISBN 978-4-904845-10-3). Collection of 140 monochrome photographs (all “landscape” format) of Turkey (not only Anatolia). With afterwords by Toshiyuki Horie and Kikai.
- Tōkyō pōtoreito ((東京ポートレイト?)) / Tokyo Portraits (Portraits de Tōkyō). Tōkyō : Crevis, 2011.  (ISBN 978-4-904845-14-1). Catalogue d'exposition de plus de 150 photographies monochromes des séries Asakusa portraits et Portraits of spaces. Postface (de Shinji Ishii [(いしいしんじ?)] uniquement en japonais; légendes en japonais et anglais.

### Autres contributions de Kikai
- In-between : 13-nin no shashinka 25-kakoku (In-between 13人の写真家 25ヶ国?, Entre : 13 photographes, 25 nations) / In-between: 13 photographers, 25 nations. Tōkyō : EU-Japan Fest Japan Committee, 2005.  (ISBN 4-903152-13-8). Kikai is one of the thirteen in this supplementary collection of photographs in six themes (“Stones and walls”, “Words”, etc.); captions and text in both Japanese and English.
- Literatura na świecie (Varsovie,  (ISSN 0324-8305)) no 1–3, 2002. Ce numéro spécial sur la littérature japonaise, Japonia, est illustré de photographies de Kikai tirées de Ya-Chimata et Tokyo Labyrinth. Texte en polonais.
- Shashin toshi Tōkyō (写真都市Tokyo?, Photo-Ville Tōkyō) / Tokyo/City of Photos. Tōkyō : Tokyo Musée métropolitain de photographie de Tokyo, 1995.. Catalogue d'un exposition organisée en 1995. Plates 113–29, admirably printed, are from Kikai’s series of Asakusa portraits. Légendes et les textes en japonais et en anglais.
- Miyako Harumi (都はるみ?). Messēji (メッセージ?, Message) / The Message. Tōkyō : Juritsusha, 2006.  (ISBN 4-901769-41-3). Environ la moitié de ce livre se compose de citations d'entretiens avec la chanteuse enka Harumi Miyako et l'autre moitié de photographies en couleurs par Hiroh Kikai. Malgré le titre alternatif anglais, le texte est tout en japonais. The photographs are not described or identified; a handful are of Miyako but most are of sea and provincial views. (In many, the scenes are recognizably of the Kumano area just west of Kumanogawa dans la préfecture de Wakayama). Le texte est entièrement en japonais.
- Ueda, Makoto (植田実?). Shūgō jūtaku monogatari (集合住宅物語?, L'histoire du logement social). Tōkyō : Misuzu, 2004.  (ISBN 4-622-07086-3). Un livre sur le logement collectif au Japon à partir des bâtiments du Dōjunkai (en), avec 165 photographies en couleur d'illustration, toutes par Kikai. (Quelques photographies monochromes sont plus anciennes et par d'autres photographes). Le texte, de Ueda, Makoto, est uniquement en japonais. Auparavant (1997–2001) publié dans Tokyojin (en).

## Sources
- (ja) “Domon Ken–shō no rekishi to zen-jushō-shashinka” (土門拳賞の歴史と全受賞写真家?, list of award-winners since 1982). Page consultée le 6 mars 2006.
- (ja) Iizawa Kōtarō (飯沢耕太郎?). “Kikai Hiroo” (鬼海弘雄?). Dans Japanīzu fotogurafāzu: 14-nin no shashinka-tachi no ‘ima’ (ジャパニーズ・フォトグラファーズ：14人の写真家たちの「いま」?) / Japanese photographers. Tokyo : Hakusuisha, 2005.  (ISBN 4-560-02705-6). pp. 129–43. En dépit du titre alternatif en anglais, tout le texte est en japonais. Article précédemment paru dans Asahi Camera, novembre 2004, pp. 248–52.
- (ja) Kanda Noriyuki (神田憲行?). “Gendai no shōzō: Shashinka Kikai Hiroo: Jinsei no fuhen o toru to iu otoko” (現代の肖像：写真家鬼海弘雄：人生の普遍を撮るという男?, A portrait of today: The photographer Hiroh Kikai: The man who photographs the universality of life), Aera, 25 avril 2005. pp. 59–63.
- (ja) Kikai Hiroh. Anatoria kikō (アナトリア紀行?) / A Journey to Anatolia. Asahi Camera, juin 2001, pp. 55–61; janvier 2003, pp. 72–9; mars 2006, pp. 68–75.
- (ja) Kikai Hiroh. Hareta hi ni (晴れた日に?) / On clear day. Asahi Camera, juillet 2005. pp. 47–52.
- (ja) Kikai Hiroh. Indo: Higan to shigan (インド 彼岸と此岸?, India: The world of the Buddha and our world). Camera Mainichi, novembre 1981. pp. 24–9.
- (ja) Kikai Hiroh. Nagi (凪?, Calm). Camera Mainichi, juin 1976. pp. 119–25.
- (ja) Kikai Hiroh. Nihon o arukō (19): Kikai Hiroo to aruku (Nagasaki): Gotō rettō” (日本を歩こう(19)；鬼海弘雄と歩く【長崎】：五島列島?, Walking around Japan [19]: Walking with Hiroh Kikai [Nagasaki]: The Gotō islands). Nihon Foto Kontesuto, juillet 2006. pp. 4, 6, 8–16.
- (ja) Kikai Hiroh. Porutogaru kikō (ポルトガル紀行?) / “My Portugal”. Nippon Camera décembre 2005.
- (ja) Kikai Hiroh. Sen’in techō bangō: Misaki 16000 (船員手帳番号：三崎16000?) / “Seamen’s Registered Number: Misaki 16000”. Camera Mainichi, mai 1973. pp. 95–101.
- (ja) Mitsuhashi Sumiyo (三橋純予?). Kikai Hiroo (鬼海弘雄?). Nihon shashinka jiten (日本写真家事典?) / 328 Outstanding Japanese Photographers. Kyōto: Tankōsha, 2000. p. 98.  (ISBN 4-473-01750-8).  En dépit du titre alternatif en anglais, tout le texte est en japonais.
- (ja) Nikon. Announcement of 13th Ina Nobuo award, 1988. (第13回（1988年）伊奈信男賞 鬼海弘雄写真展『王たちの肖像（浅草寺境内)』?, 13th Ina Nobuo Award [1988], Hiroh Kikai, Ecce Homo).) Page consultée le 5 mars 2006.
- (ja) PSJ. Kako no jushōsha ichiran (過去の受賞者一覧?). A list of past PSJ award-winners. Page consultée le 6 mars 2006.
- (ja) PSJ. “2004-nen Nihon Shashin Kyōkai-shō jushōsha” (2004年日本写真協会賞受賞者?). PSJ prize-winners for 2004. Page consultée le 6 mars 2006.
- (ja) Shōmeidō Gallery (松明堂ギャラリー?). Domon-Ken-shō jushō kinen Kikai Hiroo shashinten ‘Persona’ (土門拳賞受賞記念 鬼海弘雄写真展『Persona』?, Hiroh Kikai photograph exhibition ‘Persona’, in celebration of the Domon Ken Award). Page consultée le 5 mars 2006.
- (ja) Society of Photography. Awards, 1 (1989) – 10 (1998). Page consultée le 4 avril 2007.
- (ja) Tōkyō Meiro o megutte (『東京迷路』をめぐって?, About Tōkyō Meiro). Tokyojin, février 2000. Kikai in conversation with Suehiro Tanemura and Iwao Matsuyama.
- (ja) Watakushi no naka no ‘Persona’ (私の中の『ペルソナ』?, My Persona). Tokyojin, novembre 2003. pp. 148–54. Kikai in conversation with Midori Nakano and Taichi Yamada.
- (ja) Watashi kyō kinō ashita 24: Kikai Hiroo san (わたし きょう きのう あした 24 鬼海弘雄さん?, Me today yesterday tomorrow 24: Hiroh Kikai). Croissant no 640. 10 juillet 2004. pp. 98–101.